# Arthur Elphinstone, 6.º Lorde Balmerino
Arthur Elphinstone, 6.º Lorde Balmerino (1688 – Londres, 18 de agosto de 1746) foi um nobre escocês e um oficial do exército jacobita.

## Jacobitismo
Filho de John Elphinstone, 4.º Lorde Balmerino e 3.º Lorde Coupar, e de sua segunda esposa, Anne, filha de Arthur Ross, o último arcebispo de St. Andrews, nasceu em 1688. Em seu discurso no cadafalso ele disse que tinha sido educado "nos princípios da verdade, da lealdade e antirrevolucionários, e que embora no reinado de Ana da Grã-Bretanha ele tivesse o comando de uma companhia de infantaria no regimento de Lorde Shannon, esteve o tempo todo convencido de que "ela não tinha mais direito à coroa quanto o Príncipe de Orange, a quem eu sempre considerei um usurpador antinatural". No entanto, sobre a eclosão da rebelião de 1715 ele não deu indicações de sua simpatia ao movimento, e foi somente após a Batalha de Sheriffmuir que ele abriu mão de sua comissão no governo e se juntou ao partido oposto, declarando que "ele nunca teve medo da morte antes daquele dia, quando foi forçado a lutar contra sua consciência".

## Exílio
Juntamente com outros líderes jacobitas, ele escapou para o continente, onde permaneceu até 1733, quando seu pai, ansioso por seu retorno após a morte de seu irmão Alexandre, neste ano, sem seu conhecimento ou consentimento, obteve um perdão para ele do governo. Ele então solicitou orientação para Jaime Francisco Eduardo Stuart, que lhe enviou uma resposta em sua própria caligrafia, permitindo que retornasse, e também deu instruções a seus banqueiros em Paris para lhe fornecerem dinheiro suficiente a fim de que pudesse fazer sua viagem. Em 1745, na chegada do príncipe Carlos, na Escócia, Elphinstone foi um dos primeiros a se juntar ao seu estandarte. Posteriormente, no cadafalso, afirmou que na ocasião poderia facilmente ter se desculpado de pegar em armas por causa de sua idade, mas que nunca teria paz de consciência se tivesse ficado em casa enquanto o jovem príncipe estava exposto a todo tipo de perigo e sofrimento. A importância de sua ascensão à causa foi reconhecida por ele ter sido nomeado coronel e capitão da segunda tropa de Life Guards que assistia ao príncipe.

## Julgamento

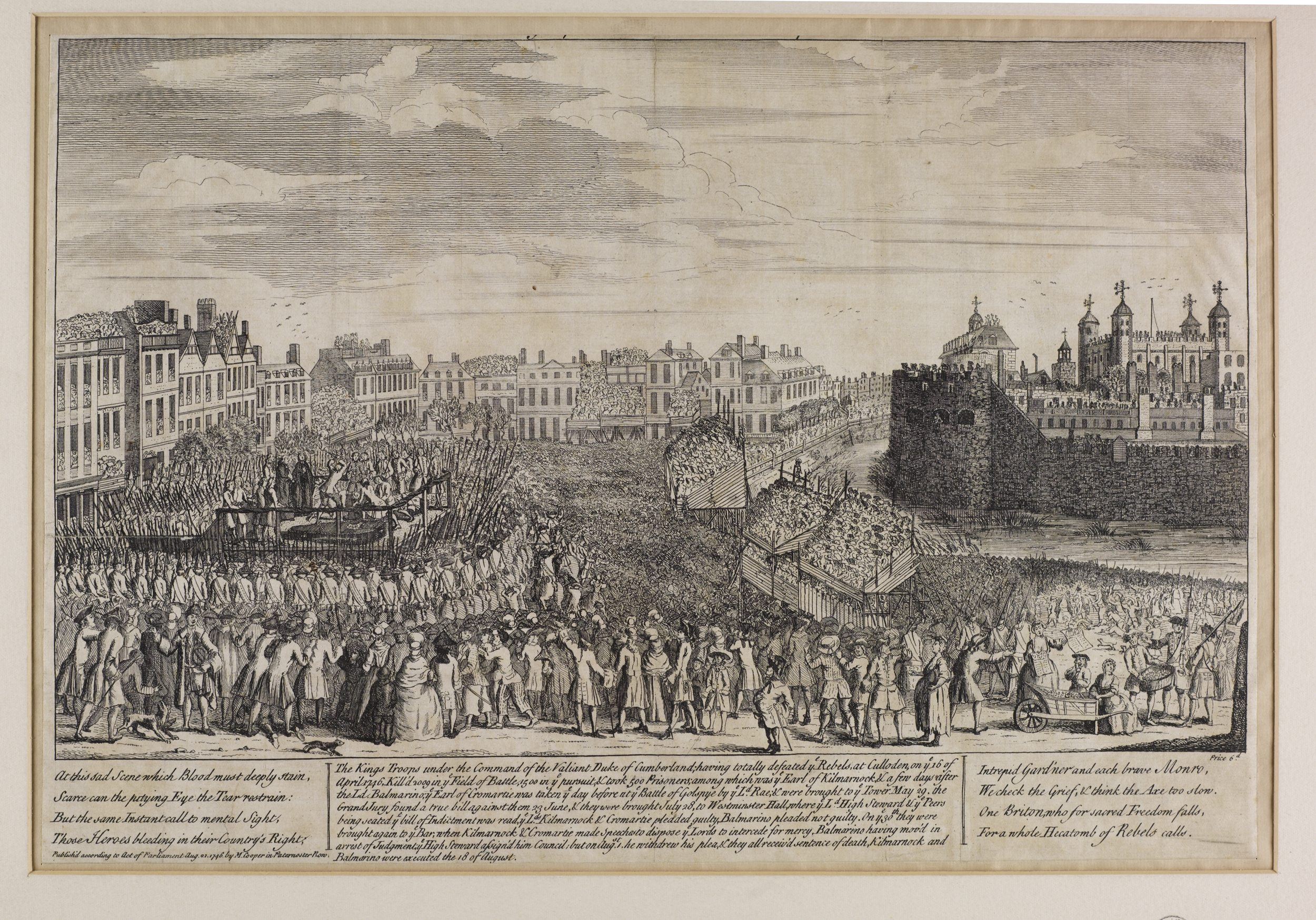
Execução dos Condes Kilmarnock e Cromartie, e Lorde Balmerino

Embora não estivesse presente em Carlisle no momento de sua rendição aos rebeldes, ele marchou com eles para Derby, e também retornou com eles em sua retirada para a Escócia. Ele estava presente na Batalha de Falkirk, mas as tropas sob seu comando formaram parte da reserva. Com a morte de seu meio-irmão John Elphinstone, 5.º Lorde Balmerino e 4.º Lorde Coupar (5 de janeiro de 1746), ele o sucedeu em ambos os títulos. Após a Batalha de Culloden em 16 de abril, ele foi feito prisioneiro pelos Grants, que o entregaram ao Duque de Cumberland. Tendo sido levado para Londres, ele foi confinado na Torre e, junto com os Condes de Kilmarnock e Cromartie, foi levado a julgamento no Westminster Hall em 29 de julho sob a acusação de alta traição. Ele se declarou inocente, alegando que não estava presente em Carlisle na hora especificada na acusação. Ele retornou à Torre e foi levado para julgamento no dia seguinte. Não sendo representado por um advogado, ele por algum tempo resistiu obstinadamente contra os promotores da Coroa, mas gradualmente percebendo que as provas contra ele eram muito convincentes, desistiu da disputa, afirmando que "ele sentia muito ter causado a suas senhorias tantos problemas e que não tinha mais nada a dizer".
Horace Walpole, que estava presente no julgamento, em uma carta para Horace Mann, afirma que Balmerino o impressionou "como o bravo cavalheiro mais natural que ele já tinha visto", e que no tribunal "ele se comportou como um soldado e como um homem". Ao contrário de Kilmarnock e Cromartie, ele se recusou a admitir que havia cometido um crime, ou a pedir por misericórdia. Reconheceu imediatamente que seu caso era desesperador, pois, como ele próprio disse, havia participado de duas rebeliões e já havia sido perdoado uma vez. Por último, portanto, ele foi coerente para com seus princípios jacobitas, e no cadafalso expressou a esperança de que "o mundo estava convencido de que eles se apegaram a ele".

## Morte
Pouco antes de sua remoção para Tower Hill para ser executado, ele teve um encontro com Lorde Kilmarnock, a quem ele expressou o desejo de que ele sozinho pagasse a conta e sofresse por ambos. A decapitação ocorreu em 16 de agosto de 1746. Ele foi enterrado junto com o Conde de Kilmarnock na capela da Torre. Com sua esposa Margaret, filha do capitão Chalmers, que morreu em Restalrig em 24 de agosto de 1765, ele não teve filhos e, com ele, a linhagem masculina desse ramo dos Elphinstones e o título de nobreza Balmerino foi extinto.